# Russian Helicopters

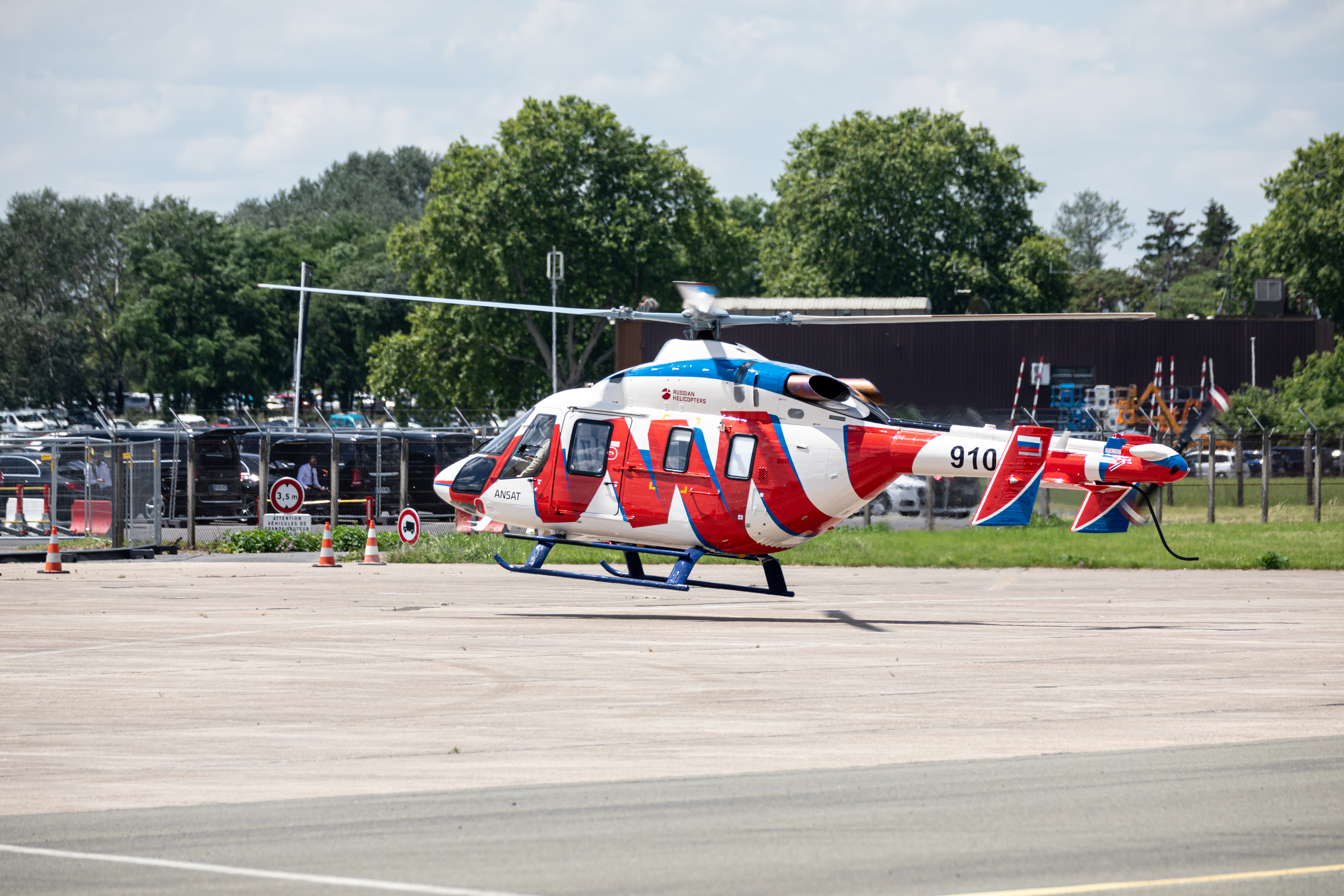
Kasan Ansat auf der Pariser Luftfahrtschau 2019

Russian Helicopters (russisch Вертолёты России / Wertoljoty Rossii) ist ein russischer Hubschrauberhersteller, der nach eigenen Angaben den russischen Markt für Helikopter beherrscht. Das Unternehmen gehört dem russischen Staatskonzern Rostec und entstand 2007 durch die Zusammenlegung einer Vielzahl inländischer Helikopterproduzenten aus der Staatshand. Laut SIPRI betrug das Volumen der Rüstungsgüter-Verkäufe (ohne zivile Produkte) von Russian Helicopters 2018 rund 1,8 Milliarden US-Dollar.

## Tochtergesellschaften
Zu den Tochtergesellschaften von Russian Helicopters gehören:
- Mil und Kamow (2020 fusioniert)
- Kasanski wertoljotni sawod
- Rostwertol

## Internationale Sanktionen
Im März 2022 wurde Russian Helicopters von der Europäischen Union sanktioniert.